# Granulare Materie

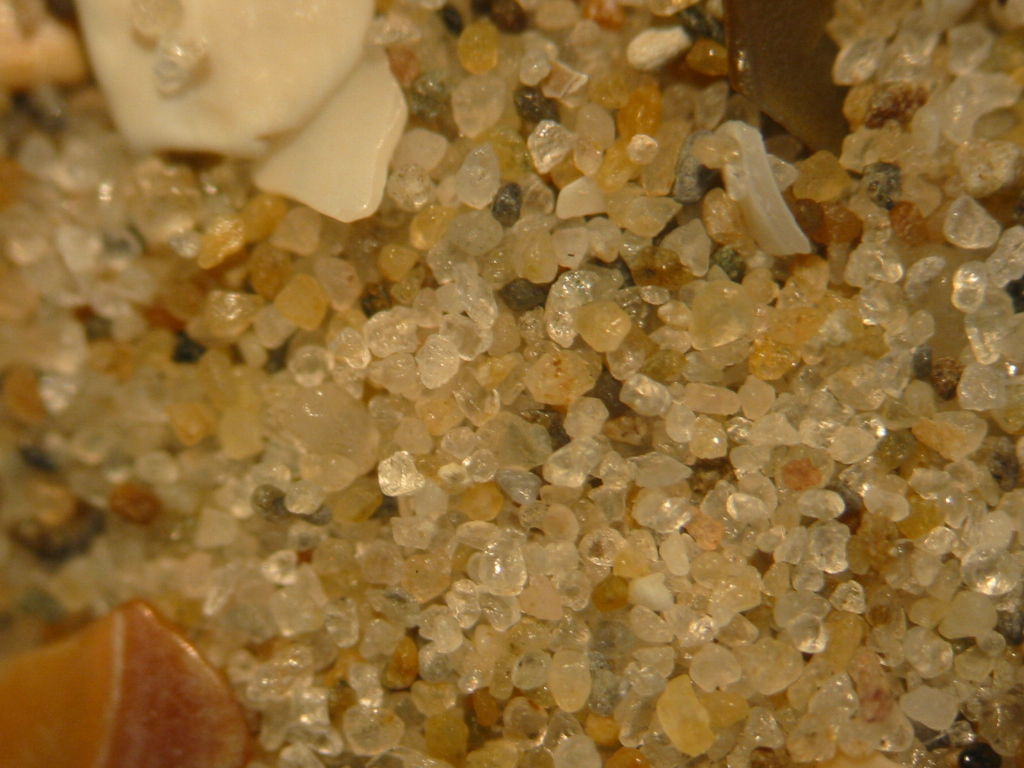
Sand besteht aus vielen Einzelkörnern.

Granulare Materie (zu lateinisch granum, „Korn“), auch granulares Medium oder Granulat genannt, besteht aus vielen kleinen, festen Partikeln wie Körnern oder Kugeln. Beispiele für diesen Zustand sind körnige Materialien wie Kunststoffgranulat, pulverförmige Materialien wie Puder oder in großen Mengen auch loses Material wie beispielsweise Geröll. Man verwendet auch die Begriffe Haufwerk für mechanische und Schüttgut für logistische Aspekte.

## Grundlagen
Die Teilchen granularer Materie haben makroskopische Größe (materialkundlich heißen sie Korn) und werden daher weder durch Quanteneffekte noch durch thermische Bewegung merklich beeinflusst; sie wechselwirken nur über Kontaktkräfte (Reibungskraft).
Es handelt sich nicht um einen Aggregatzustand der Materie, sondern um eine Ansammlung von Festkörpern.

Beim Ausschütten von granularer Materie kann es zu einer Blockade kommen, wenn sich die untersten Partikel zufällig in Form eines (Stütz-)Bogens anordnen (rot markiert)

Granulare Materie verhält sich manchmal
- wie ein einzelner Festkörper: auf Sand können Steine liegen, ohne einzusinken
- wie eine Flüssigkeit: Sand passt sich der Form eines Gefäßes an und „fließt“ bei Kippen aus ihm heraus.

Auch beim Entleeren eines Silos oder Bunkers verhält sich das Schüttgut manchmal wie ein Festkörper (fließt nicht), manchmal wie eine Flüssigkeit (fließt oder schießt heraus).

## Physik
Die Physik der granularen Materie beruht auf mechanischen und, bei genügend kleinen Körnern, elektrostatischen Wechselwirkungen. Durch die große Zahl der Reaktionspartner entsteht jedoch ein Vielkörperproblem mit hoher Komplexität, das zu vielfältigen Effekten führt. Ein Beispiel ist der Paranuss-Effekt, bei dem durch Bewegen eines Gemischs verschieden großer Körner die größeren an die Oberfläche driften.

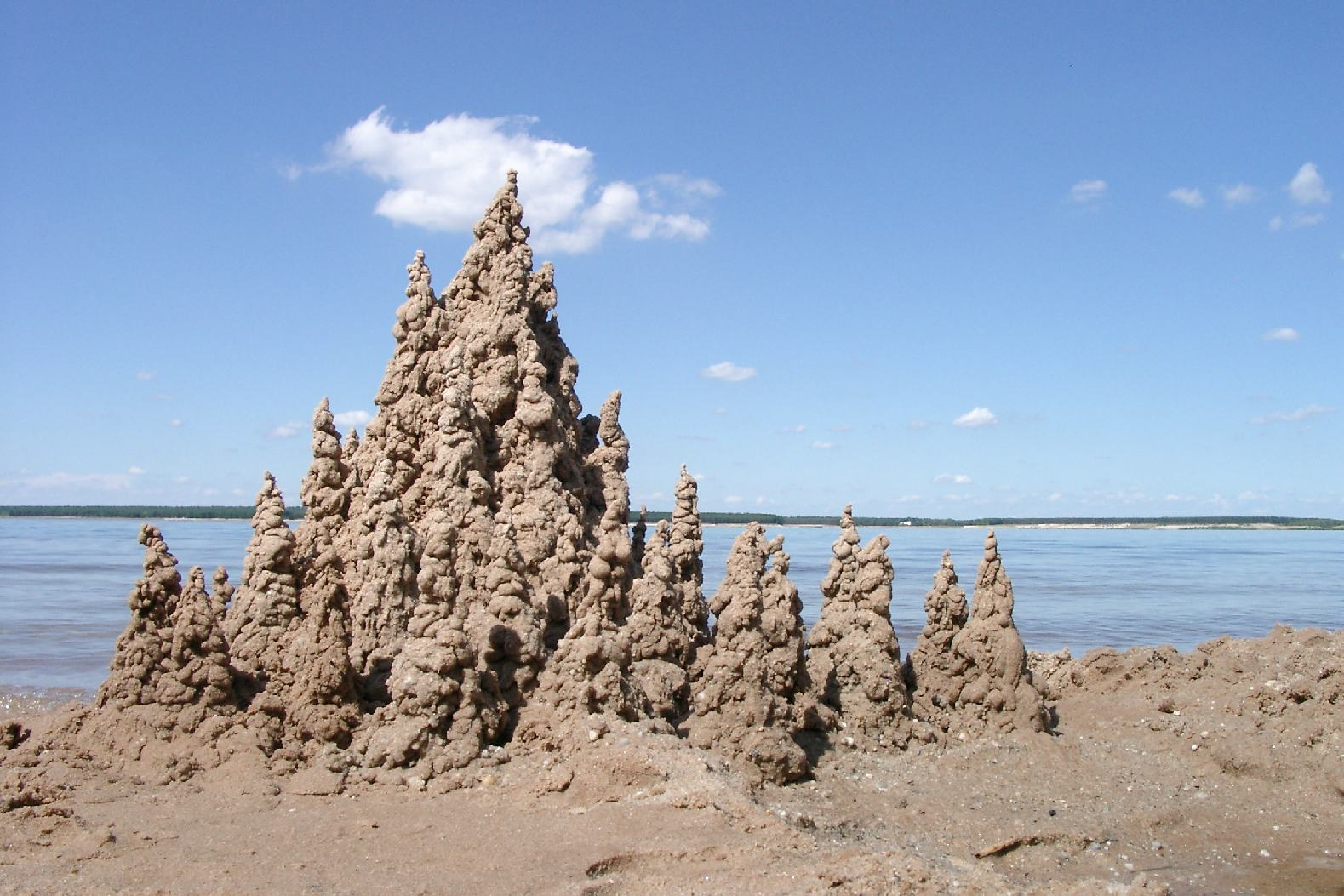
Burg aus nass getropftem Sand

Die Eigenschaften granularer Materie ändern sich stark, wenn geringe Mengen an Flüssigkeit hinzugefügt werden, da diese die Reibung der Teilchen senkt und aufgrund von Kohäsion zu gegenseitiger Anziehung führen kann. So erklärt sich etwa die Standfestigkeit von Sandburgen.
Granulare Materie ist erst seit wenigen Jahrzehnten ein aktives Forschungsgebiet, sodass viele Phänomene zwar aus dem Alltag oder physikalischen Experimenten bekannt, aber theoretisch noch nicht sauber erklärt sind.
Alternativ lässt sich das mechanische Verhalten granularer Materie auch mit der Theorie poröser Medien beschreiben. Hierbei werden die Körner nicht einzeln berücksichtigt, sondern gehen gemittelt über ihren Volumenanteil in die Beschreibung ein.

## Anwendungsgebiet
Erkenntnisse über granulare Materie können von großer Bedeutung für Fertigungsprozesse und Lagerhaltung in der Industrie sein.
Eine weitere wichtige Anwendung ist die Physik der geophysikalischen Massenbewegungen, wie Murgänge und Lawinen. Auch Felsstürze und Geschiebe in Sturzwässern können als – riesige – Teilchen modelliert werden. Diese Modelle bilden die Grundlagen für Gefahrenzonenauszeichnung und Katastrophenschutz.
Im Transportwesen sind der Begriff lose Schüttung und die zugrundeliegenden mechanisch-physikalischen Vorgänge von Bedeutung für die Sicherheit und die Stabilität von Frachtschiffen und von Flugzeugen. Auch die Explosivwirkung granularer Materie (siehe Staubexplosion), bedingt durch ihre große Oberfläche, Oxidationswirkung und Reibungselektrizität, wurde erst nach schweren Unfällen als Risikofaktor erkannt.